# Trung tâm lịch sử của Guimarães
Trung tâm lịch sử của Guimarães là không gian đô thị của thành phố Guimarães, Bồ Đào Nha. Với diện tích 16 hecta, nó có từ thời Trung Cổ và lưu giữ được nhiều tòa nhà từ thời kỳ này cho đến thế kỷ 19. Năm 2001, nó đã được UNESCO công nhận là Di sản thế giới. Được thành lập vào thế kỷ thứ 4, Guimarães trở thành thủ đô đầu tiên của Bồ Đào Nha vào thế kỷ thứ 12. Nó có mối liên hệ chặt chẽ với sự hình thành bản sắc dân tộc và ngôn ngữ Bồ Đào Nha vào thế kỷ thứ 12. Đây cũng là quê hương của "Nhà chinh phục" Afonso Henriques, vị vua đầu tiên của Bồ Đào Nha, là người vào năm 1139 đã tuyên bố độc lập của đất nước.

## Mô tả
Guimarães là thành phố có lịch sử huy hoàng. Phần lớn cấu trúc của trung tâm lịch sử là các tòa nhà có từ thế kỷ 17 và được sử dụng các kỹ thuật xây dựng truyền thống. Trung tâm của nó là Quảng trường Oliveira, bao quanh là một loạt các tòa nhà có giá trị cả về lịch sử lẫn kiến trúc gồm Nhà thờ Nossa Senhora da Oliveira, các tòa nhà truyền thống với mái hiên kiểu Gothic, cung điện cổ và tòa thị chính cũ. Cách đó không xa là Quảng trường Santiago và phố Santa Maria, một trong những con đường thời Trung Cổ lâu đời nhất kết nối Lâu đài Guimarães với ngôi làng phía dưới.

## Hình ảnh

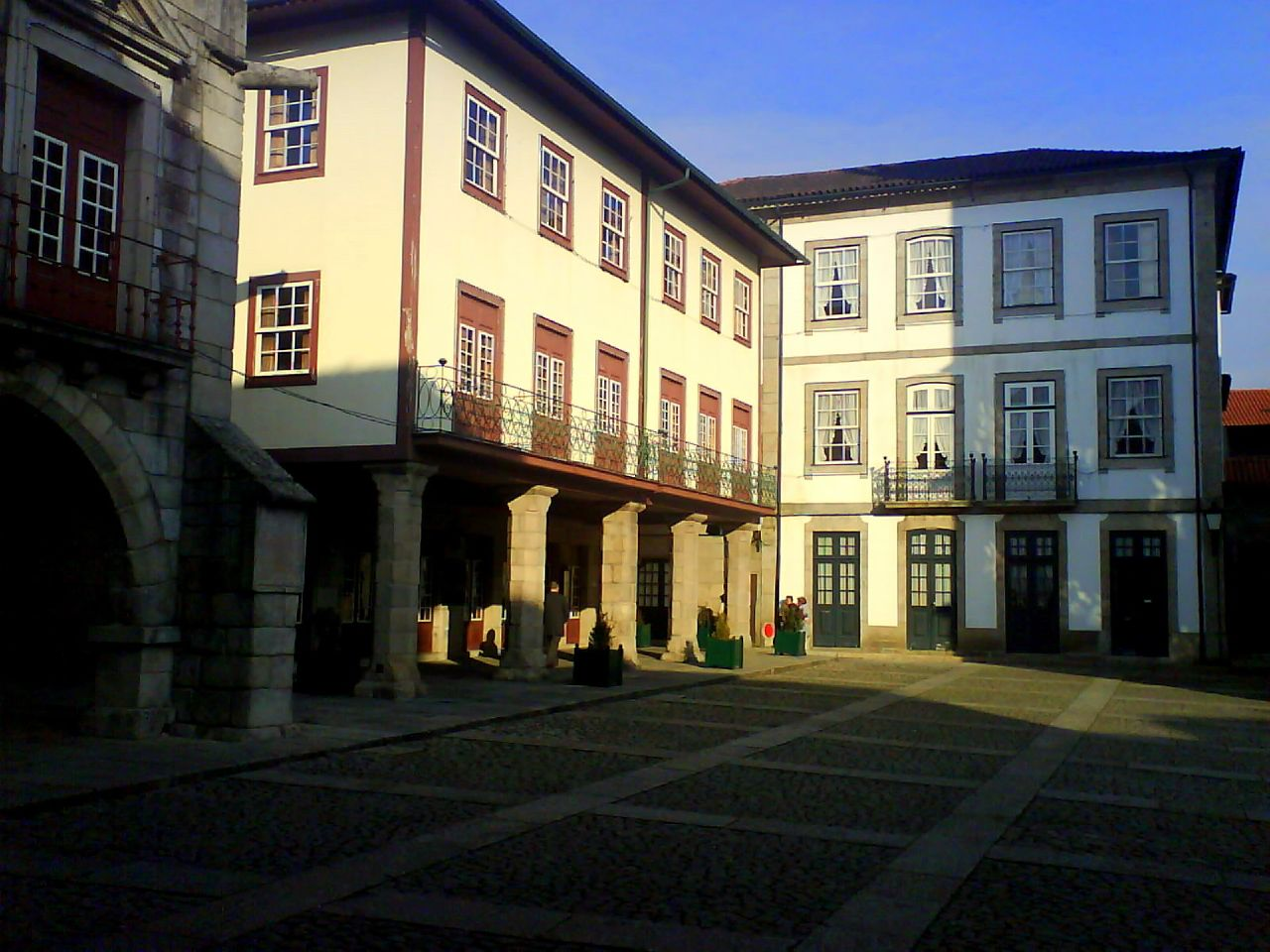
Tòa thị chính cũ cùng với các tòa nhà khác của Quảng trường Oliveira
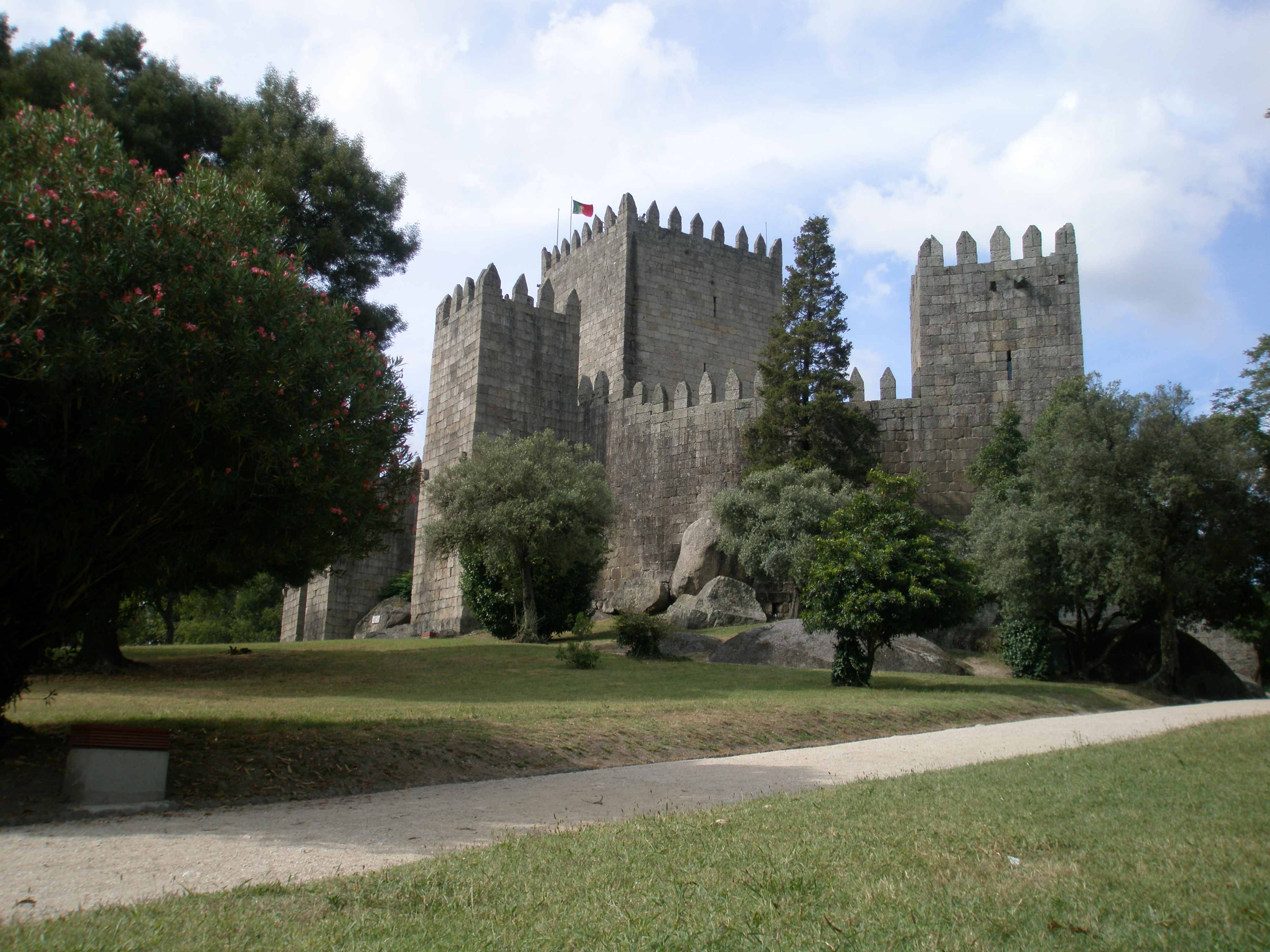
Lâu đài Guimarães.
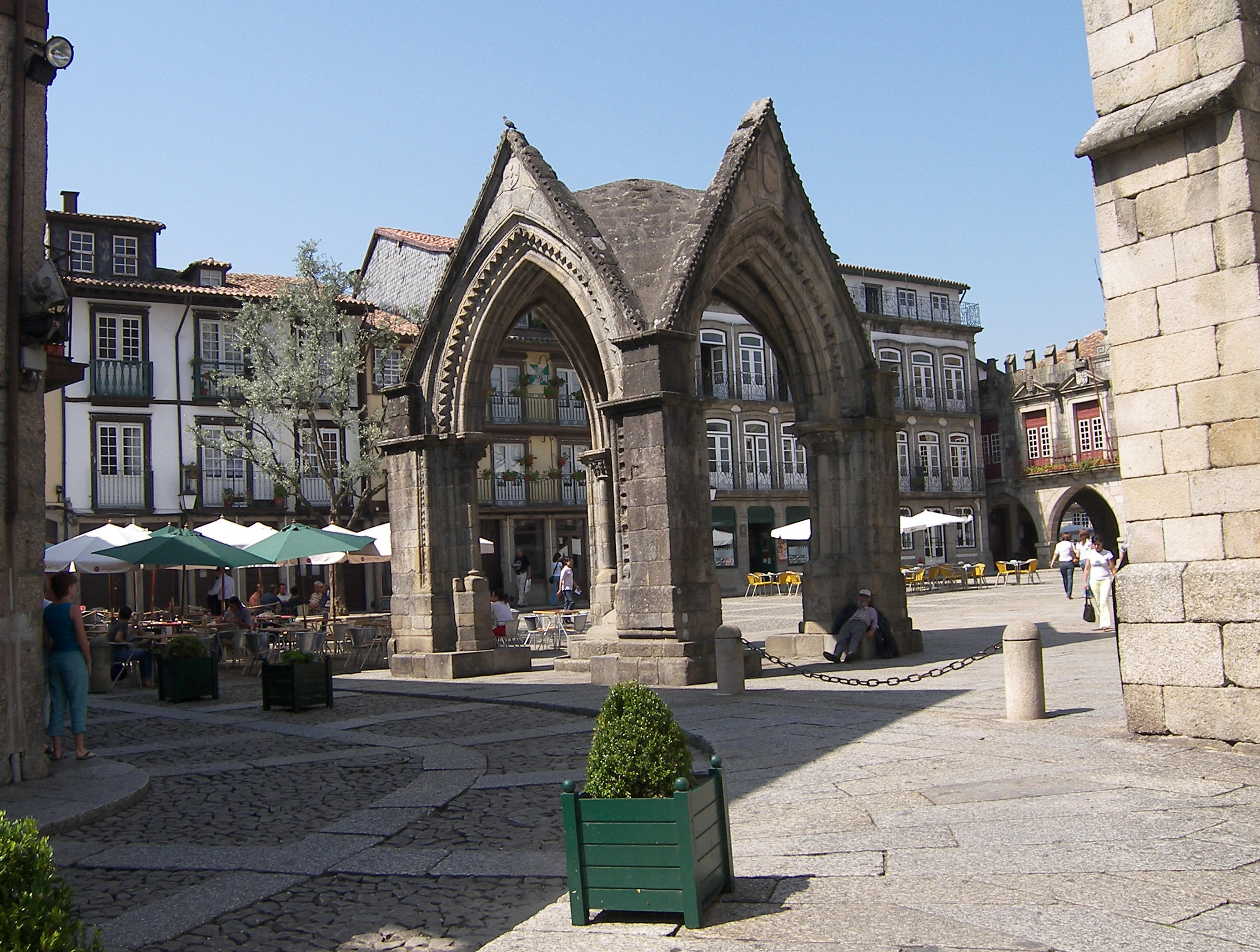
Quảng trường Oliveira và Vòm thế kỷ 14.
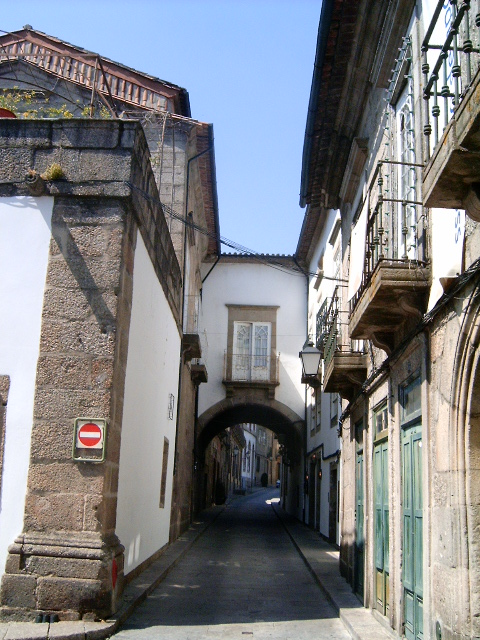
Phố santa Maria.
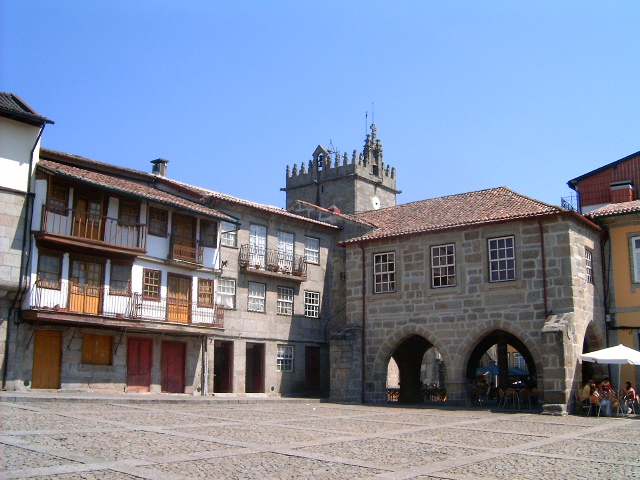
Quảng trường Santiago